# Emmanuel Bonami
 (mai 2025).
Emmanuel Bonami est un acteur, directeur artistique et comédien de doublage français, né à Les Lilas dans le département de la Seine-Saint-Denis en région Île-de-France. Il est particulièrement connu pour avoir prêté sa voix au personnage de Solid Snake dans la version française du jeu vidéo Metal Gear Solid,.
En plus de sa carrière dans le doublage, il a également joué dans de nombreux films et séries télévisées, notamment avec Woody Allen dans Coup de Chance et Sébastien Vaniček dans Vermines, ainsi que dans la série NCIS : Tony & Ziva.
Depuis le 6 janvier 2025, il est la voix off officielle de la radio Europe 2.

## Biographie
Emmanuel Bonami a suivi une formation d’acteur dans plusieurs institutions, notamment le Cours Viriot à Paris, The City Lit et The Actor’s Centre à Londres, ainsi que le Studio Pygmalion et Permis De Jouer à Paris.
Il a commencé sa carrière de comédien de doublage en 1997 avec le doublage français de Ghost in the Shell. Il est devenu célèbre auprès des fans de jeux vidéo pour avoir prêté sa voix à Solid Snake dans la version française de Metal Gear Solid. Depuis, bien que la franchise n'ait pas reçu de doublages dans d'autres langues après Metal Gear Solid 2: Sons of Liberty, il a continué à prêter sa voix à Snake de manière non officielle pour certaines scènes.
Il a également prêté sa voix à des personnages dans des jeux tels que Half-Life 2: Episode Two et Tom Clancy’s Splinter Cell: Conviction. En 2022, il a doublé le personnage de Jacob Lee dans le jeu The Callisto Protocol.
Il a joué dans des productions telles que Machine, Furies, Coup de Chance de Woody Allen, Vermines de Sébastien Vaniček et Knock Out d'Antoine Blossier.
En plus de son travail d'acteur, il a également endossé le rôle de directeur artistique pour le doublage de plusieurs jeux vidéo, dont Remember Me. En 2018, il a joué le rôle de l’antagoniste Zerda dans la série télévisée Mother Is Wrong, une adaptation du livre de Michel Bussi The Double Mother.
En 2024, il a rejoint le casting du spin-off de NCIS, NCIS: Tony & Ziva.

## Théâtre
- 2000 : The Lover de Rodney Archer (Londres)
- 2001 : Waiting for Godot de Jenny McCreacken (Londres)
- 2001 : Overruled de Jenny McCreacken (Londres)
- 2012 : Andromaque de Manu Doublet (Théâtre de Ménilmontant)

## Filmographie

### Cinéma
- 2007 : 13 m² : Policier
- 2009 : Djinns : Ballant[7]
- 2011 : L'histoire d'une mère : The Military
- 2011 : Ugly : Manu
- 2013 : Macadam Baby : Policier commissariat
- 2014 : Dealer : Le Belge
- 2014 : Horsehead : Le Cardinal[8]
- 2015 : Through the Air : Killer
- 2016 : Revanche : Antek Bando
- 2018 : All the Gods in the Sky : Doctor Cartier
- 2018 : Fornacis : Wolf[9]
- 2020 : French Blood : Mr. FROG
- 2020 : Family Swap : Colonel
- 2023 : Vermines : Gilles
- 2023 : Mars Express : Barman / Brigadier 3 / Voix télé
- 2024 : Le Mangeur d’âmes : Arnaud
- 2024 : Knock Out : ?

### Télévision

#### Téléfilms
- 2007 : Martin Paris : Inspecteur DST

#### Séries télévisées
- 2009 : Ladies of the Law : Boulgakov
- 2012 : Ainsi soient-ils - Saison 1 : Assistant Superior St. Cyprien
- 2012 : Zak : Policeman
- 2013 : Nos Chers Voisins : Philippe
- 2016 : Falco - Saison 4 : Yannick Le Moulec (Episode 5)
- 2018 : Insoupçonnable - Saison 1 : Simon Legrand (Episodes 1-10)[10]
- 2018 : Mother Is Wrong : Zerda
- 2019 : Candice Renoir - Saison 7 : Pascal Louvier (Episodes 6-8)
- 2022 : Tandem : Luc Forget (Episodes 11-12)[11]
- 2023 : Machine : Patron skin (Episode 2)
- 2024 : Furies - Saison 1 : Montclar (Episodes 1-3)
- 2024 : NCIS: Tony & Ziva : Pierre Galimard

#### Courts-métrages
- 2007 : Final Gear : Solid Snake
- 2008 : Roches Rouges : Papa[12]
- 2009 : Le prix à payer : Fred
- 2009 : Roches Rouges : Papa
- 2010 : Mon père : Le père
- 2011 : Wracked :
- 2012 : Le réserviste : Chef de village
- 2012 : Innocence, Do Not Enter His World : Steve
- 2012 : Facteur X : Otage
- 2013 : Guet-apens : Inspecteur
- 2013 : Heritage : Le père
- 2014 : Révolution : ?
- 2015 : 1/2 : Le père
- 2015 : Under My Skin : Prêtre
- 2016 : Exterminatus : Caron
- 2017 : On s'est fait doubler! : Le policier
- 2018 : The Day My Mother Became A Monster : Le père
- 2020 : Trois pissenlits dans un verre d'eau : Frédéric
- 2020 : Nuage : Le père
- 2021 : Saturday night beaver : The Beaver

## Doublage

### Séries d'animation
- 2010-2011 : Digimon Fusion : Pharaohmon, Skullscorpiomon
- 2016 : Lastman : Gemini
- 2018 : Robozuna : Vermis

### Jeux vidéo
- 1997 : Ghost in the Shell : ?
- 1998 : Tenchu : Rikimaru
- 1998 : Colony Wars: Vengeance : ?
- 1999 : Ape Escape : Specter
- 1999 : Metal Gear Solid : Solid Snake
- 2004 : Mashed : Drive to Survive : Blue Jay
- 2004 : Driv3r : Voix additionnelles
- 2004 : Richard Burns Rally : ?
- 2004 : IndyCar Series 2005 :
- 2006 : Medieval II: Total War : ?
- 2007 : Pokémon Battle Revolution : ?
- 2007 : Fire Emblem: Radiant Dawn : ?
- 2007 : Half-Life 2: Episode Two  : Father Grigori
- 2008 : Viking: Battle for Asgard : ?
- 2008 : Need For Speed Undercover : ?
- 2009 : Inazuma Eleven 2 : Tempête de Feu et Tempête de Glace : Astram Schiller, Inspecteur Gregory Smith
- 2009 : Empire: Total War : ?
- 2010 : Inazuma Eleven 3 : Foudre Céleste, Feu Explosif et Les Ogres Attaquent ! : Sonny Raimon
- 2010 : Vanquish : Voix additionnelles
- 2010 : Tom Clancy's Splinter Cell: Conviction : ?
- 2011 : Total War: Shogun 2 : ?
- 2012 : Remember Me : ?
- 2013 : Final Fantasy XIV: A Realm Reborn : Bremondt
- 2014 : Professeur Layton vs. Phoenix Wright: Ace Attorney : Hennig Belleduque
- 2014 : Inazuma Eleven GO : Ombre/Lumière
- 2014 : GRID: Autosport : ?
- 2014 : The LEGO Movie Videogame : ?
- 2015 : Yo-kai Watch Blasters : Peloton du Chat Rouge et l'Escadron du Chien Blanc : Capitaine Tonerre
- 2015 : Dying Light : ?
- 2015 : Final Fantasy XIV: Heavensward : Estinien
- 2015 : Mortal Kombat X : ?
- 2016 : Dead by Daylight : ?
- 2017 : Final Fantasy XIV: Stormblood : Rasho
- 2017 : Final Fantasy XV: Episode Gladiolus : Voix additionnelles
- 2017 : Brain Age: Concentration Training : Dr. Kawashima
- 2017 : LEGO Worlds : ?
- 2017 : XCOM 2: War of the Chosen : Jeriah
- 2017 : Mirror's Edge: Catalyst : ?
- 2017 : Mass Effect: Andromeda :
- 2018 : WarioWare Gold : Jimmy T
- 2018 : Far Cry 5 :
- 2018 : Jurassic World: Evolution : George Lambert
- 2019 : Marvel Dimension of Heroes : Hulk
- 2020 : Assassin's Creed Valhalla :
- 2020 : No Straight Roads : DJ Zam, Announcer, Janitor
- 2020 : Star Wars: Squadrons :
- 2020 : Tom Clancy's The Division 2: Warlords of New York - Expansion : ?
- 2021 : Final Fantasy XIV: Endwalker : Susano
- 2021 : Necromunda: Hired Gun : Kal Jerico
- 2021 : Dungeons & Dragons: Dark Alliance : ?
- 2021 : WarioWare: Get It Together! : Jimmy T
- 2022 : The Callisto Protocol : Jacob Lee
- 2022 : Call of Duty: Modern Warfare II : Simon "Ghost" Riley
- 2023 : Final Fantasy XVI : Voix additionnelles
- 2023 : Diablo IV : Voix additionnelles
- 2023 : WarioWare: Move It! : Jimmy T
- 2024 : Prince of Persia: The Lost Crown : Vahram

### Direction artistique
Emmanuel Bonami a également assumé ponctuellement le rôle de directeur artistique pour des versions françaises depuis les années 2010.

#### Jeux vidéo
- 2013 : Remember Me
- 2013 : Professeur Layton et l'Héritage des Aslantes
- 2014 : Professeur Layton vs. Phoenix Wright: Ace Attorney

### Voix-off

#### Publicité
- Mazda MX30REV
- Prime Video Sport - Ligue 1
- Abritel
- Playstation 5
- ANFA - TV : Trailer
- Mazda CX30
- Qatar Prix de l'Arc de Triomphe
- Michel Bussi
- Fondation des Bernardins
- Le Grand Test
- Mazda SUV
- Isover
- Lapeyre Cuisine
- Beyblade Double Surface
- June TV
- Harley Davidson
- Quick - Sweet & Hot

##### Radio
- Voix antenne d'Europe 2 depuis le 6 Janvier 2025

#### Documentaire
- Secrets de Coach (Netflix)
- I am a killer (Netflix)
- Istres (RMC Découverte)
- Lady Diana
- Les nouveaux agents de Churchill (Netflix)
- Les Faucons

#### Billboard
- Mazda - Cinema Canal
- Citroën - First Dates - Channel 4

#### Émission TV
- Jarvis Marvel Expertise : Thor

#### Institutionnel
- Syngeria
- Amazon
- Biogen

#### Bande-annonce
- MTV - Music Matters
- Tomb Raider
- Godzilla 2 : Roi des monstres
- Prometheus
- Vikings
- In The Fade
- La Femme à La fenêtre